# Sialis nina
Sialis nina là một loài côn trùng trong họ Sialidae thuộc bộ Megaloptera. Loài này được Townsend miêu tả năm 1939.